# العلاقات الفلبينية الغيانية
العلاقات الفلبينية الغيانية هي العلاقات الثنائية التي تجمع بين الفلبين وغيانا.

## مقارنة بين البلدين
هذه مقارنة عامة ومرجعية للدولتين:
| وجه المقارنة                                              | الفلبين                       | غيانا        |
| --------------------------------------------------------- | ----------------------------- | ------------ |
| المساحة (كم2)                                             | 343.45 ألف                    | 214.97 ألف   |
| عدد السكان (نسمة)                                         | 104.92 مليون                  | 777.86 ألف   |
| الكثافة السكانية (ن./كم²)                                 | 305.49                        | 3.62         |
| العاصمة                                                   | مانيلا                        | جورج تاون    |
| اللغة الرسمية                                             | اللغة الفلبينية، لغة إنجليزية | لغة إنجليزية |
| العملة                                                    | بيسو فلبيني                   | دولار غياني  |
| الناتج المحلي الإجمالي (بليون دولار)                      | 313.60 مليار                  | 3.68 مليار   |
| الناتج المحلي الإجمالي (تعادل القوة الشرائية) بليون دولار | 743.90 مليار                  | 5.77 مليار   |
| الناتج المحلي الإجمالي الاسمي للفرد دولار أمريكي          | 2.90 ألف                      | 4.13 ألف     |
| الناتج المحلي الإجمالي للفرد دولار أمريكي                 | 7.39 ألف                      |              |
| مؤشر التنمية البشرية                                      | 0.668                         |              |
| رمز المكالمات الدولي                                      | +63                           | +592         |
| رمز الإنترنت                                              | .ph                           | .gy          |
| المنطقة الزمنية                                           | توقيت الفلبين                 | 00           |

## منظمات دولية مشتركة
يشترك البلدان في عضوية مجموعة من المنظمات الدولية، منها:
| علم المنظمة | اسم المنظمة                               | تاريخ انضمام الفلبين | تاريخ انضمام غيانا |
| ----------- | ----------------------------------------- | -------------------- | ------------------ |
|             | مؤسسة التنمية الدولية                     | 28 أكتوبر 1960       | 4 يناير 1967       |
|             | يونسكو                                    | 21 نوفمبر 1946       | 21 مارس 1967       |
|             | وكالة ضمان الاستثمار متعدد الأطراف        | 8 فبراير 1994        | 18 يناير 1989      |
|             | الأمم المتحدة                             | 24 أكتوبر 1945       | 20 سبتمبر 1966     |
|             | الاتحاد البريدي العالمي                   | ?                    | ?                  |
|             | البنك الدولي للإنشاء والتعمير             | 27 ديسمبر 1945       | 26 سبتمبر 1966     |
|             | الاتحاد الدولي للاتصالات                  | 25 مايو 1912         | 8 مارس 1967        |
|             | منظمة حظر الأسلحة الكيميائية              | ?                    | ?                  |
|             | مؤسسة التمويل الدولية                     | 12 أغسطس 1957        | 4 يناير 1967       |
|             | المركز الدولي لتسوية المنازعات الاستشارية | 17 ديسمبر 1978       | 10 أغسطس 1969      |
|             | منظمة التجارة العالمية                    | 1995                 | ?                  |
|             | منظمة الشرطة الجنائية الدولية             | ?                    | ?                  |

## وصلات خارجية
- موقع وزارة الخارجية الفلبينية
- موقع وزارة الخارجية الغيانية